# ガンダムマックスター
- 機動武闘伝Gガンダム > モビルファイター > ガンダムマックスター

ガンダムマックスターは、テレビアニメ『機動武闘伝Gガンダム』に登場する架空の兵器。
第13回ガンダムファイトで、チボデー・クロケットが搭乗するネオアメリカ代表モビルファイター (MF)。大会登録番号はGF13-006NA。
漫画『いけ! いけ! ぼくらのシャイニングアッガイ!!』に登場するアッガイマックスターや、漫画『超級!機動武闘伝Gガンダム』に登場するガンダムマックスリボルバーについても本項で記述する。

## 機体解説
ネオアメリカが第13回ガンダムファイト向けに開発した機体で、攻撃力に重点を置いた設計となっている。かすめるだけで敵に大打撃を与えるパンチ力を持つが、反面、索敵能力や適応能力は低く、装甲の厚さや機動性を向上させるボクサーモードを持たせてこれを補っている。ガンダムファイターであるチボデー・クロケットはアメリカのヒーローであり、アメフトを模したヘルメットや、チボデーの得意とするボクシングの腕前を最大限に発揮できるよう設計されている。

### ボクサーモード
スピーディーなバトルをする際に使用する形態。胸のプロテクターが外され、肩アーマーが取り外されることによって肩幅を狭めるとともに、腕部にはグラブを装備する。
この形態では防御力が低下するものの、フックワークが向上する。
HGFCプラモデルでは、オリジナル要素としてボクサーモードから更にフロントアーマー・一部の脚部装甲をパージした形態が追加された。

## 主な武装
頭部バルカン砲
牽制兵器。本編ではほとんど使われなかった。
ギガンティックマグナム
腰に装備された二丁の拳銃。ビームガンとも記述される。超硬素材で作られた装甲を打ち抜く威力を持つ。
グランドガンダム戦では有効打にならないだけでなく弾切れになってしまい、ラストシュートは弾丸の代わりにローゼスビットを銃身に装着して発射した。
移動用トランスポーター（シールド）
マックスターの専用シールド。サーフボードのように搭乗する事で移動用のトランスポーターととして機能する。
HGFCプラモデルでは、「フライヤーシールド」の名称が付けられた。
ファイティングナックル
肘部に収納されており、敵を殴打する際に展開される。
グラブ(ショルダーアーマー)
ボクサーモードの際に使用する。肩アーマーを腕部に取り付けた装備で、内蔵したスラスターによってパンチの威力が高められる。

## 主な必殺技
バーニングパンチ
ボクサーモード時に放つ必殺技。技自体はストレートパンチであるが、ギアナ高地において初披露した際は炎を放って飛んでくる岩を粉砕した。
スーパーファミコン用ゲーム『機動武闘伝Gガンダム』ではバーニングアッパーも登場しているが、ファイティングモードで放つ技になっている。
サイクロンパンチ
ファイティングモードでもボクサーモードでも使用していた。パンチで竜巻を放つ。
豪熱マシンガンパンチ
チボデーがギアナ高地の修行において会得した新たな必殺技。1度に10発の必殺パンチを同時に繰り出す大技で、生身で放てば離れた位置にあるオブジェを粉砕するほどの威力をもった衝撃波を飛ばすことができる。
しかし「パンチの数だけ分身して受け止めればいい」という発想から編み出されたゴッドガンダムの分身殺法「ゴッドシャドー」において破られた。
ローゼスマグナムハリケーン
グランドガンダムに止めを刺した際のガンダムローズとの連携を再現した、『スーパーロボット大戦J』オリジナルの必殺技。最初にガンダムローズが攻撃し、最後にギガンティック・マグナムでローゼス・ビットを撃ち込む。
シャッフルパンチ
コミックボンボンの漫画版で登場。右腕を突き出して突進する。その際拳にはクイーン・ザ・スペードの紋章が浮かぶ。
シャッフル同盟拳（シャッフルどうめいけん）
シャッフル同盟5人の力を合わせた合体技。グランドマスターガンダムを消滅させた。
漫画版での名称は「爆熱石破天驚拳シャッフルアタック」。

## 劇中の活躍
第2話から登場。後の新シャッフル同盟の仲間としては他の者たちが引き分けなのに対し、唯一ドモンに初戦で敗北を喫した。この時右腕を肩近くまで粉砕されるものの頭部は取られず、失格は免れている。しかしスカッドガンダムを一撃で破壊するなど、その戦闘能力は決して低くない。
ほかの新シャッフル同盟となるガンダム共々、デビルガンダム細胞に感染したチボデーと共にデビルガンダムの配下になってしまったこともある。旧シャッフル同盟によって救い出された後、紋章を継承したチボデーのギアナ高地での特訓の結果、新必殺技「豪熱マシンガンパンチ」を会得。これを武器に決勝リーグでゴッドガンダムに挑み、一時は圧倒したが、「分身殺法・ゴッドシャドー」により突破され敗れる。
ランタオ島での決戦では、ガンダムローズと共にグランドガンダムに挑み、一時はピンチに陥ったものの、ギガンティック・マグナムにローゼス・ビットを弾丸代わりに込めて撃ち出す荒業で撃破している。その後のデビルガンダム災害の沈静化にも大きく貢献した。
コミックボンボン1995年8月号増刊の番外編では、チボデーと共にDG細胞に感染している。ゴッドガンダム以外のシャッフル同盟の三体を撃破した。

## 製作エピソード
メカデザインの大河原邦男によれば当初はカウボーイのイメージでデザインし、拳銃はその名残であるとのこと。総監督の今川泰宏によると「最初はアメフトで、それがボクサーになる変身ガンダム」としてデザイン、おもちゃ感覚の強いデザインが好きであると述べている。一方で、大河原は自著において当初はガンマンをモチーフとした画稿を提出したが、後にアメフトやボクサーの要素が取り入れられたと語っている。

## アッガイマックスター
ことぶきつかさの漫画『いけ! いけ! ぼくらのシャイニングアッガイ!!』に登場。ドモンと同じくアッガイファイトに降格させられたチボデーが搭乗（降格の理由は不明）。ガンダムマックスターの姿を模したアッガイであり、頭部装甲（作中では「ヅラ」と呼称）を拳に装備することでガンダムマックスターのようにボクサーモードへ変形可能。

## ガンダムマックスリボルバー
島本和彦の漫画『超級!機動武闘伝Gガンダム』に登場。型式番号はGF13-006NAII。ネオアメリカが第13回ガンダムファイト決勝大会用に新たに用意したMF。
機体デザインは西部劇の保安官をモチーフとしており、マックスターよりも射撃性能が向上している。さらに装甲を完全にパージしてマックスター以上に身軽になる「減量モード」が実装されており、本気を出したチボデーのボクサーとしての動きを完璧にトレースすることができる。そのフットワークとパンチの速さは、ドモンの動体視力でも目で追うことさえできず、ましてや体がついていくなど論外なほどであった。